# أيلتس

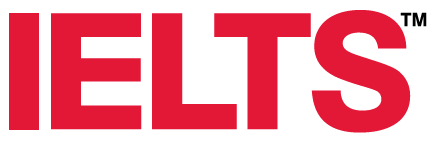

نِظَامُ اخْتِبَارِ اللُّغَةِ الْإِنْجِلِيزِيَّةِ الدَّوْلِيُّ (بالإنجليزية: International English Language Testing System؛ اختصارًا IELTS، وتقرأُ «أَيِلْتس») هو اختبار معياري دولي لمدى إتقان اللغة الإنجليزية عند المتحدثين بها غير الأصليين. أُجرِيَ أولُ اختبارِ أيلتس في عامِ 1989 مـ، وهو الآن أحدُ اختباراتِ اللغةِ الإنجليزيةِ الرائدةِ في العالم. في عام 2018 مـ، أَجرَى هذا الاختبارَ أكثرُ من ثلاث ملايين ونصف مليون طالب حول العالم، ليصبحَ بذلك أحدَ أكثرِ اختباراتِ اللغةِ الإنجليزيةِ شعبيةً في العالم.

## تاريخ وانتشار الامتحان
من عام 1989 أثبت امتحان ال آيلتس أنه أداة قادرة على تحديد قدرات الشخص وتمكنه من اللغة الإنجليزية. يعتمد الامتحان في معظم الجامعات الدوائر الحكومية والمعاهد في الولايات المتحدة ، بريطانيا، أستراليا، نيوزيلندا، كندا، وجنوب أفريقيا. أيضاً هناك عدد كبير من الجامعات والمؤسسات التعليمية في الولايات المتحدة الأمريكية يعتمد الآيلتس.
عالمياً أكثر من 3800 جامعة دائرة حكومية ومركز من حول العالم يعتمد ال آيلتس في أكثر من 120 دولة ويتقدم للامتحان أكثر من نصف مليون شخص سنوياً.

## المتقدمون للامتحان
عادة ما يتقدم للامتحان:
- الراغبين في الدراسة الأساسية والعليا خصوصا في الجامعات والمراكز البريطانية والأسترالية والكثير من المراكز التي تعتمد امتحان آيلتس كامتحان كفاءة للغة الإنجليزية في جميع أنحاء العالم.
- الراغبين في الحصول على دورات غير أكاديمية أو الراغبين في الحصول على الهجرة.

## مكونات الامتحان
ينقسم الامتحان إلى 4 أقسام ومدته 2:45:00 ساعتان وخمس وأربعون دقيقة تتوزع على فترة ممتدة ما بين 3-8 ساعات ويتقدم الممتحن لهذه الأقسام تتابعاً في نفس اليوم.
- القراءة ساعة واحدة
- الكتابة ساعة واحدة
- الاستماع 30 دقيقة
- المحادثة 15 دقيقة

يصحح الامتحان من 9 أي أعلى علامة ممكنة هي 9 من 9 العلامة النهائية هي متوسط الأربع امتحانات إذ أن كل امتحان يصحح من 9 وتعطى نتيجة الامتحان بشكل نهائي بالإضافة لعلامة كل جزء من الامتحان.

## خصائص الامتحان
- القراءة

مدة امتحان القراءة ساعة وهو يضم ثلاثة مواضيع مختلفة كل موضوع مكون من صفحة واحدة تقريباً تحوي ما مجموعُهُ حوالي 2500 كلمة، ليجيب الممتحن على 40 سؤالاً لها علاقة بالمواضيع الثلاثة.
- الكتابة

مدة امتحان الكتابة ساعة واحدة ويتكون من جزأين، الجزء الأول عبارة عن كتابة 150 كلمة تكون عبارة عن وصف لشكل معين مبين للممتحن (الرسم عادةً ما تكون رسماً بيانيًّا أو رسماً لنسبٍ معينة أو شرحاً لعملية معينة). الجزء الثاني من الامتحان هو كتابة موضوع تعبير يتكون من 250 كلمة عن موضوع تم تحديده في ورقة الامتحان.
- الاستماع

مدة امتحان الاستماع نصف ساعة يتكون من 40 سؤالا. يستمع الممتحن لشريط تسجيل وتزيد صعوبة التسجيل مع تقدم وقت الامتحان بحيث يزداد طول المحادثة والمشتركين فيها. يستمع الممتحن للتسجيل مرة واحدة ويعطى وقتاً لقراءة الأسئلة وأجابتها. في نهاية امتحان الاستماع يعطى الممتحن وقتاً لا يزيد عن عشرة دقائق لينقل أجوبته من ورقة الأسئلة إلى ورقة خاصة بالأجوبة.
- المحادثة

عبارة عن مقابلة شخصية ما بين المتقدم للامتحان والممتحن. يجب على المتقدم للامتحان أن يجيب عن أسئلة الممتحن ويعطي آرائه في موضوع معين. عادة ما يتم تسجيل المقابلة.

## التقدم للامتحان أكثر من مرة
في السابق كان يشترط على المتقدم للامتحان أن ينتظر 90 يوم بعد تقديمه للامتحان كي يتقدم له مرة أخرى من 1\5\2006 تم إلغاء هذا الشرط بحيث أصبح بإمكانه التقدم للامتحان بأي وقت يشاء.

## أيلتس مهارات الحياة
IELTS مهارات الحياة (بالإنجليزية: IELTS Life Skills) هو اختبار اللغة الإنجليزية الذي يوفر دليل الناطقة باللغة الإنجليزية ومهارات الاستماع في الإطار المرجعي الأوروبي المشترك للغات (CEFR) مستويات A1, A2 و B1. 

### التاريخ
آيلتس المهارات الحياتية عرضت أول مرة في نيسان / أبريل 2015. وهي مصممة لتلبية متطلبات تأشيرات المملكة المتحدة والهجرة (UKVI) .
UKVI أعلنت عن التغييرات لتأمين اختبارات اللغة الإنجليزية  لأغراض الحصول على تأشيرة في شباط / فبراير 2015. الإعلان ذكر أن أي شخص أخذ اختبار لأغراض الهجرة بعد 6 نيسان / أبريل 2015 يجب أن تأخذ إما آيلتس مهارات الحياة أو ترينيتي كوليدج في لندن اختبار في UKVI في مركز اختبار. IELTS آيلتس مهارات الحياة هي اختبارات متاحة عند التقدم بطلب للحصول على تأشيرات من داخل وخارج المملكة المتحدة.
في 18 كانون الثاني / يناير 2016 أعلنت حكومة المملكة المتحدة ان اللغة الإنجليزية  المستوى A2 شرط العائلة المهاجرين الذين يسعون إلى تمديد فترة إقامتهم في المملكة المتحدة لاكثر من عامين ونصف. اختبار الجديد تم تنفيذه في أيار / مايو 2017.
IELTS آيلتس مهارات الحياة لا تختبر القراءة والكتابة، كما أنها مصممة لتلبية متطلبات الهجرة التي المتقدمين تحتاج فقط إلى إظهار مهارات التحدث والاستماع.

### مضمون الفحص
IELTS آيلتس مهارات الحياة في CEFR مستوى A1 يأخذ 16-18 دقائق، A2 لا يزيد عن 20 دقيقة وفي المستوى B1 يستغرق22 دقيقة
الممتحنين يقدمون الامتحان امام فاحص وأحيانا مع طالب اخر بمهارتي التحدث والاستماع في نفس الوقت 
IELTS آيلتس مهارات الحياة في مستوى A1 و A2 جزئين. IELTS آيلتس المهارات الحياتية في المستوى B1 ثلاثة أجزاء.
الجزء 1: المتقدمين يسألون ويجيبون على الأسئلة قصيرة على المواضيع، مثل:
- التفاصيل الشخصية
- العائلة والأصدقاء
- شراء السلع
- العمل
- الصحة
- الترفيه
- التعليم/التدريب
- النقل
- الإسكان
- الطقس.[9]

الجزء 2: المتقدمين يستمعون إلى مقطع صوتي على CD.يطلب منهم تسجيل المعلومات على ورقة كاختيارات أو ملئ فراغات
الجزء 3 (مستوى B1 اختبار فقط): يتحدث طالب مع طالب اخر كمناقشة لاختبار المستوى

### النتائج
تتراوح النتائج بين 1الى 9 نقاط غالباً ما تتطلب الجامعات عدد معين من النقاط والهجرة إلى المملكة المتحدة تحتاج إلى عدد نقاط معين.
يتم تقييم المتقدمين على قدرتهم في أربعة مجالات:
- الحصول على المعلومات
- نقل المعلومات
- يتحدث بتواصل
- المشاركة في المناقشة.

أداء الطالب الآخر لا يؤثر في نتيجتك.
ونتائج الاختبار عادة ما تكون متاحة في غضون 13 يوما من الاختبار. المتقدمين سوف يتلقون  نسخة واحدة من نتائج الاختبار.

### المواقع ومواعيد الاختبارات
الاختبارات متوفرة في المواقع المحددة من قبل إدارة التأشيرات والهجرة بالمملكة المتحدة (UKVI). هذه المواقع في جميع أنحاء العالم للمستويات A1 و B1 فقط، ولكن اختبارات A2 متوفرة فقط في المملكة المتحدة. مواعيد الاختبار عادة ما تكون متاحة في غضون 28 يوما من حجز موعد الاختبار.

## وصلات خارجية
- الموقع الرسمي